# Madeleine Scopello
Pour la commune italienne, voir Scopello.
Madeleine Scopello, correspondant de l'Académie des inscriptions et belles-lettres (Institut de France) et de l'Australian Academy of the Humanities, est une historienne française des religions. Elle est directrice de recherches au CNRS (UMR 8167 « Orient et Méditerranée », Antiquité classique et tardive, Paris-Sorbonne) et directrice d'études à l'École pratique des hautes études (chaire de gnose et manichéisme). Elle enseigne également à l’Institut catholique de Paris, Faculté d’Histoire (Histoire du christianisme ancien). 	

## Biographie

### Formation
Docteur ès lettres de l’université de Turin, Faculté de Lettres et philosophie (thèse en histoire du christianisme obtenue avec magna cum laude en 1977, Madeleine Scopello est titulaire d’une habilitation à diriger des recherches (université Paris-IV-Sorbonne), obtenue en 2006.

### Recherches
Historienne des religions de la fin de l’Antiquité, Madeleine Scopello est spécialiste de la gnose et du manichéisme (littérature directe et indirecte : textes coptes, grecs et latins. Doctrine, histoire et société, études sur les femmes). Ses recherches portent également sur la littérature juive intertestamentaire et mystique, les textes patristiques, les apocryphes chrétiens et les littératures de polémique religieuse.
En 2006, elle a organisé en Sorbonne le premier colloque international sur l’Évangile copte de Judas (27-28 octobre 2006, actes publiés sous sa direction en 2008). Elle a aussi coorganisé : « Les forces du bien et du mal dans les premiers siècles de l’Église » (Université de Tours, 11-13/09/2008), avec B. Pouderon et Y.M. Blanchard. « Les textes de Nag Hammadi : Histoire des religions et approches contemporaines » (Académie des Inscriptions et Belles-Lettres, 11-12/12/2008), avec J.-P. Mahé et P.-H. Poirier. En 2014 elle a organisé le colloque international « Les femmes dans le manichéisme occidental et oriental », Université Paris-Sorbonne, Maison de la Recherche (27-28/06/2014).

### Activités connexes

#### Associations et sociétés savantes
- Membre du Labex-Resmed[6].
- Société asiatique[1].
- Association francophone de coptologie (membre fondateur)[7].
- International Association of Coptic Studies (IACS)[1].
- Société d’histoire des religions Ernest-Renan[1].
- International Association of Manichaean Studies (IAMS)[1].
- Association Antiquité tardive[1].
- Institut pour la recherche de l’étude des religions (IRER)[1].
- Association des Amis de la Fondation Maison des sciences de l’homme (FMSH)[1].
- Chapman University Happenings (Californie)[1].
- Groupe de recherche sur le christianisme ancien et l’Antiquité tardive (GRECAT), Université Laval, Québec[1].
- Groupe suisse d’études patristiques[1].

#### Responsabilités éditoriales
Membre du comité éditorial de la collection « Nag Hammadi and Manichaean Studies », Leyde, Brill. Membre du comité de direction de la Rivista di Storia e Letteratura Religiosa, Turin/Florence, Leo Olschki. Membre du comité éditorial de la revue Gnosis, Leyde, Brill. Membre du conseil éditorial de la revue Le Monde des religions (groupe Le Monde). Directrice de la collection « Religions dans l’histoire », Presses universitaires Paris-Sorbonne (PUPS), créée en 2006.

## Œuvres
- L’Exégèse de l’âme, introd., trad., commentaire, Leyde, Brill, coll. « Nag Hammadi studies », 1985.
- Les Gnostiques, Paris, Cerf, 1991 [traduction italienne : Gli Gnostici, Milan, Ed. Paoline, 1993].
- L’Allogène (Nag Hammadi XI, 3), en collab. avec W.-P. Funk, P.-H. Poirier et J. D. Turner, coll. « Bibliothèque copte de Nag Hammadi. Section Textes », Québec, Presses de l’Université Laval & Louvain, Peeters, 2004 [trad. française du texte copte », p. 189-239].
- Femme, Gnose et manichéisme : de l'espace du mythique au territoire du réel, Leyde, Brill, coll. « Nag Hammadi and Manichaean studies », 2005.
- Saint Augustin, Sur la Genèse contre les Manichéens ; Sur la Genèse au sens littéral : livre inachevé, en collab. avec A.-I. Bouton, M. Dulaey & P. Monat., coll. « Bibliothèque augustinienne », Paris, Institut d’études augustiniennes, 2005 [Introduction. II : La polémique d’Augustin avec le manichéisme, p. 82-154].
- Les Évangiles apocryphes, coll. « Petite bibliothèque des spiritualités », Paris, Plon, 2007.
- Les Évangiles apocryphes, éd. revue et augmentée, Paris, Presses de la Renaissance, 2016.

## Recueils et actes de colloques
- The Gospel of Judas in Context, Proceedings of the First Conference on the Gospel of Judas held in Paris Sorbonne, 27th-28th October 2006, Edited by M. Scopello, « Nag Hammadi and Manichaean Studies » LXII, Leyde, Brill, 2008  (ISBN 9789047442851))
- Gnosis and Revelation. Ten Studies on Codex Tchacos, Edited by M. Scopello, Florence, Leo Olschki, 2009 (=Rivista di Storia e Letteratura Religiosa 46 (2008)/3).
- Les textes de Nag Hammadi : Histoire des religions et approches contemporaines. Actes du Colloque international tenu à l’Académie des Inscriptions et Belles-Lettres, 11-12 décembre 2008, J.P. Mahé, P.-H. Poirier, M. Scopello éds., Paris, AIBL-Diffusion De Boccard, 2010.
- ‘In Search of Truth’: Augustine, Manichaeism and Other Gnosticism. Studies for Johannes van Oort at Sixty, Edited by J.A. van den Berg, A. Kotzé, T. Nicklas and M. Scopello, « Nag Hammadi and Manichaean Studies » LXXIV, Leiden, Brill, 2011.
- Les forces du bien et du mal dans les premiers siècles de l’Église, Actes du Colloque Patristique IV, Université de Tours, 11-13 septembre 2008, Y.-M. Blanchard, B. Pouderon, M. Scopello éds., Paris, Beauchesne, 2011.
- La Mystique théorétique et théurgique dans l’Antiquité gréco-romaine, S. Mimouni et M. Scopello éds., Turnhout, Brepols, 2016.